# Chasmia nigrifrons
Chasmia nigrifrons är en tvåvingeart som beskrevs av M. Josephine Mackerras 1971. Chasmia nigrifrons ingår i släktet Chasmia och familjen bromsar. Inga underarter finns listade i Catalogue of Life.